# Kourouk (Cameroun)
Kourouk est un village du Cameroun situé dans le département du Mayo-Rey et la région du Nord. Sur le plan administratif, il fait partie de la commune de Tcholliré et, sur le plan coutumier, du lamidat de Rey-Bouba. Il se trouve à environ 5km de Laboun.

## Population
Lors du recensement de 2005, le village comptait 780 habitants.